# ルイス (ベージャ公)
ルイス・デ・ポルトゥガル（Luís, Infanta de Portugal, 5.º Duque de Beja, 9.º Condestável de Portugal, 1506年3月3日 - 1555年11月27日）は、ポルトガルの王子。ポルトガル王マヌエル1世とその2番目の王妃マリア・デ・アラゴンの間の第4子、次男（父王にとっては三男）。ベージャ公爵位を授けられた。ポルトガル軍総司令官、ポルトガル・マルタ騎士修道会会長を務めた。

## 生涯
1535年のチュニス攻略にはポルトガル軍の指揮官として参加した。生涯独身を通したが、「ペリカン女（Pelicana）」と呼ばれていたエヴォラ出身の新キリスト教徒の女性ヴィオランテ・ゴメス（Violante Gomes, 1510年頃 - 1568年）との間に庶子アントニオ（1531年 - 1595年）をもうけ、アントニオは後にポルトガル王位継承権を主張した。